# France Supervision
 (août 2025).
France Supervision est une chaîne de télévision thématique française de service public consacrée au grand spectacle culturel ou sportif diffusés D2MAC 16/9 stéréo de 1992 au 21 mars 1998.

## Histoire de la chaîne
France Supervision est lancée en 1992 par France Télévisions, sur le satellite TDF 1 et 2 et dans la nouvelle norme de télédiffusion française haute définition D2MAC, au format 16/9, avec un son stéréo. L'objectif de cette nouvelle chaîne est de proposer une sélection d'émissions de France 2 et France 3 qui est co-diffusée au format 16/9 et de promouvoir le nouveau format D2MAC. 
Pourtant ce format technique s’avère être trop coûteux et la chaîne ne parvient pas à attirer assez de téléspectateurs. Notamment, le visionnage reste problématique à moins d'avoir un poste 16/9 ou capable de réduire l'image verticalement, car les décodeurs D2MAC (Visiopass) ne peuvent pas le faire tout seul (à la différence par exemple d'un lecteur de DVD) dans la mesure où le signal est hybride, analogique et numérique, plutôt que purement numérique. Les possesseurs de téléviseurs 4/3 classiques peuvent choisir entre voir le milieu de l'image ou voir l'image compressée horizontalement.
Le 21 mars 1998, France Télévisions arrête la diffusion en D2MAC et réorganise la chaîne, en faisant une chaîne thématique consacrée à l'opéra, la musique classique, à la danse, nommée Mezzo.

## Identité visuelle

Logo de France Supervision du 7 septembre 1992 au 1er juin 1995
Logo de France Supervision du 1er juin 1995 au 21 mars 1998

## Slogans
- 1992-1996 : « Prenez une largeur d'avance »
- 1996-1998 : « La Chaîne Grand Spectacle »

## Organisation

### Capital
France Supervision est détenue à 100 % par France Télévision.

## Programmes
Les programmes de France Supervision reprennent d’abord ceux de France 2 et France 3 avec quelques productions prestigieuses diffusées en avant-première des deux chaînes publiques comme Taratata. La chaîne se consacre ensuite au grand spectacle culturel ou sportif diffusée en 16/9 stéréo. 
Le sport représente à peu près un tiers de son antenne avec du tennis, du rugby, du basket, du handball, du football américain, du cyclisme, du judo de la boxe et bien d'autres (billard, arts martiaux, stock-car, sports de glisse, voltige, plongeon, supercross, VTT, voile, escalade), selon les périodes. Elle a par exemple diffusé les Jeux olympiques d'été de 1996. 
De nombreux documentaires et magazines variés (culturels, animaliers, aventure, tel que le Raid Gauloises) s'ajoutent à la grille, ainsi que quelques films, fictions et pièces de théâtre, puis un magazine de cinéma hebdomadaire intitulé Écran Large, réalisé par Michel Torend, qui va couvrir en HD tous les grands festivals européens : Cannes, Berlin, Venise, etc. Un autre tiers de l'antenne est consacré à la musique, que ce soit des concerts classiques, de jazz, de blues, de rock ou de chanson française, du music-hall, des opéras et des ballets. Enfin, France Supervision diffuse des émissions régulières sur l'astronomie, la mode, le cinéma ou le multimédia, comme Cybervision.
Le 10 mai 1997, la chaîne annonce recentrer sa programmation sur la musique et le spectacle vivant, divisant ainsi son budget par deux. Le sport est définitivement arrêté.

## Diffusion

### Câble
France Supervision est diffusée sur les réseaux câblés France Télécom Câble, UPC, Noos et Numericable.

### Satellite
France Supervision est d'abord diffusée le satellite TDF 1 et 2 à 19°ouest ensuite sur Telecom 2A à 8°ouest, puis sur TPS dès son lancement en décembre 1996.